# Sarah Hay
Sarah Hay (* 16. September 1987 in New York City) ist eine US-amerikanische Schauspielerin und Balletttänzerin, die an der Semperoper in Dresden als Halbsolistin tanzte. Ihre schauspielerische Darbietung als Hauptdarstellerin Claire Robbins der Miniserie Flesh and Bone des US-amerikanischen Fernsehsenders Starz brachte ihr bei den Golden Globe Awards 2016 eine Nominierung als Beste Hauptdarstellerin – Miniserie oder Fernsehfilm ein, sowie eine Nominierung für den Satellite Award und den Critics’ Choice Television Award.

## Leben
Hay wuchs in Princeton im US-Bundesstaat New Jersey mit einem Bruder und einer Schwester auf. Ihre Eltern sind Psychologen und Amateurtänzer. Sie begann als Dreijährige mit Ballettunterricht und wurde ab ihrem achten Lebensjahr an der School of American Ballet ausgebildet. Mit 22 Jahren folgte sie dem Ruf der Semperoper in Dresden, wo sie eine Anstellung als zweite Solistin bekam. Bereits im Jahr 2010 hatte sie in dem Film Black Swan eine Statistenrolle als Ballerina inne.